# Atletismo nos Jogos Olímpicos de Verão de 2012 - 20 km marcha atlética masculina
A competição dos 20 km de marcha atlética masculina nos Jogos Olímpicos de Verão de 2012 aconteceu no dia 4 de agosto no percurso iniciado e finalizado no The Mall.
Chen Ding, da China, conquistou a medalha de ouro com o tempo de 1h18m46s, estabelecendo um novo recorde olímpico. Medalhista de prata chegando a 11 segundos de Chen, o guatemateco Erick Barrondo conquistou a primeira medalha do país em Jogos Olímpicos.

## Calendário
Horário local (UTC+1).
| Data        | Horário | Fase  |
| ----------- | ------- | ----- |
| 4 de agosto | 17:00   | Final |

## Medalhistas
| Ouro   | CHN Chen Ding      |
| Prata  | GUA Erick Barrondo |
| Bronze | CHN Wang Zhen      |

## Recordes
Antes desta competição, os recordes mundiais e olímpicos da prova eram os seguintes:
| Tipo | Atleta              | Tempo   | Local   | Data                   |
| ---- | ------------------- | ------- | ------- | ---------------------- |
|      | Vladimir Kanaykin   | 1:17:16 | Saransk | 29 de setembro de 2007 |
|      | Robert Korzeniowski | 1:18:59 | Sydney  | 22 de setembro de 2000 |

Os seguintes recordes mundiais e/ou olímpicos foram estabelecidos durante esta competição:
| Data        | Evento | Atleta        | Tempo   | Notas            |
| ----------- | ------ | ------------- | ------- | ---------------- |
| 4 de agosto | Final  | CHN Chen Ding | 1:18:46 | Recorde olímpico |

## Final

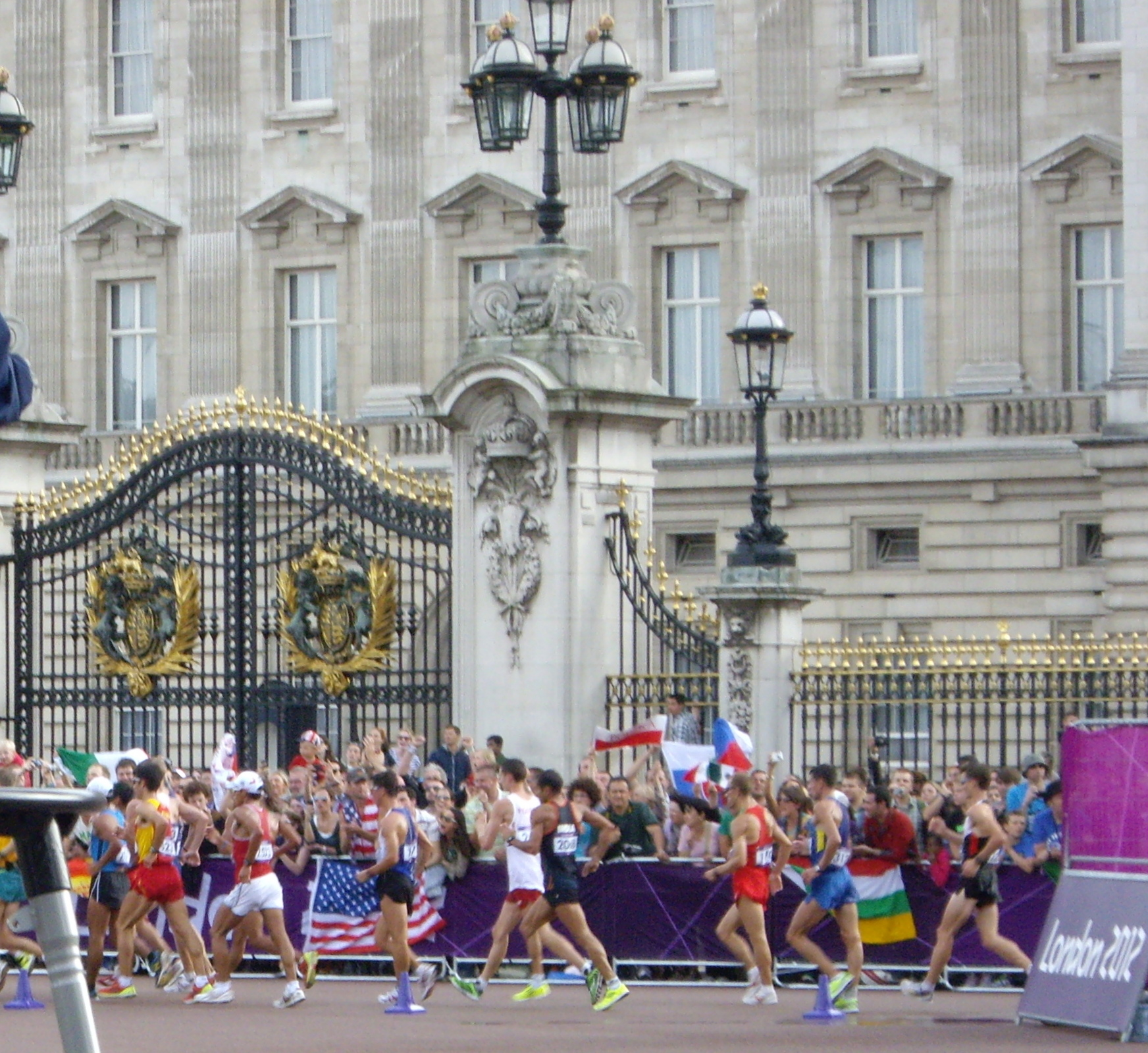
Atletas passam em frente ao Palácio de Buckingham durtante a prova.

| Pos.              | Nome                   | CON                | Tempo   | Notas                |
| ----------------- | ---------------------- | ------------------ | ------- | -------------------- |
| Medalha de ouro   | Chen Ding              | CHN China          | 1:18:46 | Recorde olímpico     |
| Medalha de prata  | Erick Barrondo         | GUA Guatemala      | 1:18:57 |                      |
| Medalha de bronze | Wang Zhen              | CHN China          | 1:19:25 |                      |
| 4                 | Cai Zelin              | CHN China          | 1:19:44 |                      |
| 5                 | Miguel Ángel López     | ESP Espanha        | 1:19:49 | Recorde pessoal      |
| 6                 | Eder Sánchez           | MEX México         | 1:19:52 | Recorde da temporada |
| 7                 | Jared Tallent          | AUS Austrália      | 1:20:02 | Recorde da temporada |
| 8                 | Bertrand Moulinet      | FRA França         | 1:20:12 | Recorde pessoal      |
| 9                 | Robert Heffernan       | IRL Irlanda        | 1:20:18 | Recorde da temporada |
| 10                | Irfan Kolothum Thodi   | IND Índia          | 1:20:21 | Recorde nacional     |
| 11                | João Vieira            | POR Portugal       | 1:20:41 | Recorde da temporada |
| 12                | Dzianis Simanovich     | BLR Bielorrússia   | 1:20:42 | Recorde pessoal      |
| 13                | Iñaki Gomez            | CAN Canadá         | 1:20:58 | Recorde nacional     |
| 14                | Erik Tysse             | NOR Noruega        | 1:21:00 | Recorde da temporada |
| 15                | Alexandros Papamichail | GRE Grécia         | 1:21:12 | Recorde nacional     |
| 16                | Ivan Trotski           | BLR Bielorrússia   | 1:21:23 | Recorde da temporada |
| 17                | Kim Hyun-Sub           | KOR Coreia do Sul  | 1:21:36 | Recorde da temporada |
| 18                | Isamu Fujisawa         | JPN Japão          | 1:21:48 |                      |
| 19                | Dawid Tomala           | POL Polônia        | 1:21:55 |                      |
| 20                | Eider Arévalo          | COL Colômbia       | 1:22:00 |                      |
| 21                | André Höhne            | GER Alemanha       | 1:22:02 |                      |
| 22                | Juan Manuel Cano       | ARG Argentina      | 1:22:10 | Recorde nacional     |
| 23                | Anton Kučmín           | SVK Eslováquia     | 1:22:25 | Recorde pessoal      |
| 24                | Grzegorz Sudoł         | POL Polônia        | 1:22:40 |                      |
| 25                | Takumi Saito           | JPN Japão          | 1:22:43 |                      |
| 26                | Trevor Barron          | USA Estados Unidos | 1:22:46 |                      |
| 27                | Nazar Kovalenko        | UKR Ucrânia        | 1:22:54 |                      |
| 28                | James Rendón           | COL Colômbia       | 1:22:54 | Recorde da temporada |
| 29                | Rafał Augustyn         | POL Polônia        | 1:23:17 |                      |
| 30                | Ruslan Dmytrenko       | UKR Ucrânia        | 1:23:21 |                      |
| 31                | Byun Young-Jun         | KOR Coreia do Sul  | 1:23:26 |                      |
| 32                | Máté Helebrandt        | HUN Hungria        | 1:23:32 | Recorde pessoal      |
| 33                | Gurmeet Singh          | IND Índia          | 1:23:34 |                      |
| 34                | Isaac Palma            | MEX México         | 1:23:35 |                      |
| 35                | Georgiy Sheiko         | KAZ Cazaquistão    | 1:23:52 |                      |
| 36                | Yusuke Suzuki          | JPN Japão          | 1:23:53 | Recorde da temporada |
| 37                | Andrey Krivov          | RUS Rússia         | 1:24:17 |                      |
| 38                | Chris Erickson         | AUS Austrália      | 1:24:19 |                      |
| 39                | Caio Bonfim            | BRA Brasil         | 1:24:45 |                      |
| 40                | Marius Žiūkas          | LTU Lituânia       | 1:24:45 |                      |
| 41                | Yerko Araya            | CHI Chile          | 1:25:27 | Recorde da temporada |
| 42                | Giorgio Rubino         | ITA Itália         | 1:25:28 |                      |
| 43                | Baljinder Singh        | IND Índia          | 1:25:39 |                      |
| 44                | Mauricio Arteaga       | ECU Equador        | 1:25:51 |                      |
| 45                | Arnis Rumbenieks       | LAT Letônia        | 1:26:26 |                      |
| 46                | Ever Palma             | MEX México         | 1:26:30 |                      |
| 47                | Ivan Losyev            | UKR Ucrânia        | 1:26:50 |                      |
| 48                | Predrag Filipović      | SRB Sérvia         | 1:27:22 |                      |
| —                 | Valeriy Borchin        | RUS Rússia         | —       | DNF                  |
| —                 | Álvaro Martín          | ESP Espanha        | —       | DNF                  |
| —                 | Park Chil-Sung         | KOR Coreia do Sul  | —       | DNF                  |
| —                 | Ebrahim Rahimian       | IRI Irã            | —       | DNF                  |
| —                 | Adam Rutter            | AUS Austrália      | —       | DNF                  |
| —                 | Hassanine Sebei        | TUN Tunísia        | —       | DNF                  |
| —                 | Vladimir Kanaykin      | RUS Rússia         | —       | DSQ                  |
| —                 | Luis Fernando López    | COL Colômbia       | —       | DSQ                  |

Legenda
| Recorde mundial      | Recorde mundial (World record)               |                       | Recorde africano                      | Recorde africano (African) |                                           | Q | Classificado por posição (Qualified) |
| Recorde olímpico     | Recorde olímpico (Olympic record)            | Recorde da América    | Recorde da América (Americas)         | q                          | Classificado por melhor tempo (Qualified) |   |                                      |
| Melhor marca do ano  | Melhor marca do ano (World leading)          | Recorde asiático      | Recorde asiático (Asian)              | DNS                        | Não largou (Did not start)                |   |                                      |
| Recorde nacional     | Recorde nacional (National record)           | Recorde europeu       | Recorde europeu (European)            | DNF                        | Não terminou (Did not finish)             |   |                                      |
| Recorde pessoal      | Recorde pessoal do atleta (Personal best)    | Recorde da Oceania    | Recorde da Oceania (Oceania)          | DSQ / DQ                   | Desclassificado (Disqualified)            |   |                                      |
| Recorde da temporada | Recorde da temporada do atleta (Season best) | Recorde sul-americano | Recorde sul-americano (South America) | NM                         | Sem marca (No mark)                       |   |                                      |